# Флейтова тръба
Флейтовите тръби са вид органови тръби. Звукът, който тези тръби произвеждат, е близък до този на флейтата и различните видове свирки. При стандартните тръбни органи повечето от регистрите са флейтови, а най-малките органи (напр. позитивът) са снабдени единствено с такива тръби.
Флейтовите тръби са разделени на три основни вида:
- принципал, създаващи най-силния и отчетлив звук;
- флейти, създаващи нежен флейтов звук; разновидности:
  - flöte
  - waldflöte
  - rohrflöte
  - bourdon
  - gedackt
- струнни, придаващи „светло“ звучене; разновидности:
  - gamba
  - violon

Различните типове флейтови тръби са най-разнообразни като структура. Те биха могли да бъдат както отворени, така и затворени; както от метал, така и от дърво. Металните най-често са с крълго сечение, а дървените – с квадратно.
Най-често срещаният тип флейтови тръби е принципалът, който е задължителен за всеки орган. Именно принципалните тръби са тези, които са видими и оформят фасадата на инструмента.

## Съставни части
Флейтовата тръба, в най-общия случай, се състои от следните части:
1. горна (най-често цилиндрична) част
2. горен лабиум
3. пробка
4. долен лабиум
5. долна (най-често конусовидна) част
6. отвор за въздух